# ろりせん?
『ろりせん?』は、猫間ことみつによる日本の4コマ漫画作品。竹書房のウェブコミック配信サイト『まんがライフWIN』にて2009年4月27日より2012年3月31日まで連載。『まんがライフ』でもゲスト掲載されたことがある。
身長141cmの新任教師・渡代理子と、彼女の教え子が繰り広げる学園生活を描く、ラブコメ要素を含んだギャグ漫画である。

## 登場人物
渡代 理子（わたしろ りこ）
新任の英語教師。その名前（「わたしロリ子」と読める）と、141cmという子供並の身長から、生徒たちからは「ロリ先生」と呼ばれている。だがスリーサイズは91-53-78と、グラマーな体型の持ち主であり、男子生徒にも女子生徒にもファンは多い。学校では白衣を着用しており、さらに子供と間違われないように「先生」と書かれた腕章を着けている。教師だった母は既に他界しており、母のような立派な教師を目指して日々努力している。
音無 優絵（おとなし ゆえ）
理子の教え子の女子生徒。穏やかな性格であるが、やや自分に自信がないような描写がある。長身でモデルにスカウトされるほどの美少女だが、本人は胸が薄いことを悩んでいる。大輔のことが好きだが、巨乳好きの大輔からはなかなか興味を引くことができず、あまり報われていない。
澤谷 要（さわや かなめ）
理子の教え子の女子生徒で、優絵の親友。運動が得意なボーイッシュな少女。優絵の大輔に対する恋を応援しており、優絵に自信を持たせたいと願っている。暴走しがちな大輔に対するツッコミ役。
沖野 大輔（おきの だいすけ）
理子の教え子の男子生徒。巨乳好き。以前は仮病で不登校気味だったが、理子が来てからは（よこしまな理由で）学校に来るようになった。身体能力は高いが、不登校のせいで勉強は苦手。エロ妄想で暴走し、要からツッコミを食らうのがお約束の展開。
砂岡 天音（すなおか あまね）
理子の教え子の女子生徒。可愛いもの好きで天真爛漫な性格。理子の落とした腕章を集めている。父親っ子であり、海水浴や体育祭など家族ぐるみのイベントでは、その父親も登場する。
姫田 ユリ（ひめた ユリ）
理子の幼馴染みの後輩教師。理子に百合的な恋愛感情を抱いている。2年目の最初（単行本1巻の最後）に、理子と同じ学校の養護教諭として赴任してくる。

## 書籍情報
竹書房より「バンブーコミックス WIN Selection」として発売されている。
1. 2010年6月26日発売 ISBN 978-4-8124-7402-0
2. 2011年6月7日発売 ISBN 978-4-8124-7586-7
3. 2012年5月7日発売 ISBN 978-4-8124-7773-1